# 譚啟秀
譚啟秀（1892年—1949年），廣東羅定人。

## 生平
1931年夏，任十九路軍七十八師少將副師長。1932年1月，淞滬抗戰爆發。2月7日，日軍進攻吳淞要塞。吴淞要塞司令鄧振銓棄職潛逃，蔡廷鍇令譚啟秀兼任要塞司令，譚即日上任，竭力抗擊日軍。3月3日停戰，吳淞要塞始終屹立不搖。1932年4月，譚升任師長。閩變時，蔡廷鍇將5師10旅擴編為5軍10師，譚啟秀所部第五軍2個師防守閩北。之後遭到張治中第四路軍攻擊，譚乘木筏逃出重圍。1938年3月，任中央軍事參議院少將參議官。1940年，先後擔任廣東南路第一區游擊指揮官、第八游擊區司令、第七戰區高級參謀、兩陽守備區指揮等職務。1944年8月，譚出任三羅抗日民眾指揮官。1948年初，由蔡廷鍇推薦為民革廣東籌委會召集人，1949年底病死於廣州。